# NPO birth
特定非営利活動法人 NPO birth（NPOバース）は東京都西東京市にある特定非営利活動法人 (NPO)。身近な自然を守ることを通して、人と自然が共生できる社会づくりを推進するために発足した。
任意団体として1997年12月24日に設立され、2001年1月7日にNPO法人格を取得した。　

## 運営目的と特徴
1997年、身近な自然を守ることを通して、人と自然が共生できる社会づくりを推進するために発足した。日本全国で、都市公園や緑地を活動拠点に、みどりのまちづくりを推進している。
組織には、自然環境マネジメント部、レンジャー・環境教育部、市民協働コーディネート部、コンサルティング事業部の4つの事業部門があり、それぞれの部門が単独、または連携して、生態系の保全（環境コンサル事業）、環境教育（環境教育・自然体験事業）、市民協働の推進（市民ボランティア支援事務局事業）、地域連携（地域課題解決のためのプラットフォーム事業）活動を実施する。
特徴は、市民（NPO）、行政、企業体、3つの顔を持つ点である。市民団体としての立場（NPO法人）、東京都の代行者としての立場（都立公園等の指定管理者）、経営事業体としての立場を有している。

## 沿革
1997年、みどりの中間支援組織として発足。
1998年、（財）日本野鳥の会が展開した里山重点事業に参加。研究グループ「里山タスクグループ」の事務局を発足。
1999年、愛知県瀬戸市海上の森保全シンポジウム企画参画。
2001年、特定非営利活動法人格を取得。同年、地球環境パートナーシッププラザNPOインキュベート事業に応募採用。米国サンフランシスコの調査実施、「サンフランシスコの環境保全と中間支援組織の取組み」を発刊。
2005年、愛知万博地球市民村「まちに地みどり館」出展。
2006年、都立狭山丘陵グループ公園の指定管理開始。
2010年、COP10出展。
2011年、都立武蔵野グループ公園の指定管理開始。
2014年、「東京都の緑を守る将来会議(NPO Green Connection Tokyo)」事務局受託
2016年、都立多摩部グループ公園及び西東京市の公園グループ指定管理開始。
2021年、都立葛西海浜公園の指定管理開始。
2023年、大阪府守口市よつば未来公園の指定管理開始。八王子市複合公共施設未来テラスの統轄マネジメント開始。